# Amt Schlaubetal
Amt Schlaubetal – Związek Gmin w Niemczech, leżący w kraju związkowym Brandenburgia, w powiecie Oder-Spree. Siedziba związku znajduje się w mieście Müllrose.
W skład związku wchodzi sześć gmin:
1. Grunow-Dammendorf
2. Mixdorf
3. Müllrose
4. Ragow-Merz
5. Schlaubetal
6. Siehdichum